# Loures-Barousse
Loures-Barousse é uma comuna francesa na região administrativa de Occitânia, no departamento dos Altos Pirenéus. Estende-se por uma área de 2,16 km². Em 2010 a comuna tinha 645 habitantes (densidade: 298,6 hab./km²).